# ミラントア・シュタディオン
ミラントア・シュタディオン（Millerntor-Stadion）は、ドイツ・ハンブルクにある多目的スタジアム。FCザンクトパウリがホームスタジアムとして使用している。

## 歴史
このスタジアム建設以前にFCザンクトパウリは2度のホームスタジアム移築という経験をした。1度目は第二次世界大戦の戦火によるスタジアムの焼失、2度目は1963年に開催された国際庭園博覧会 (IGA)の会場用地を確保するための強制移転である。そのため、1961年から現在のこのスタジアムの建設に取り掛かり、2年後に竣工した。しかし、竣工後に排水設備の不備が発覚したため、雨天時にはグラウンドが水浸しになることが度々起こった。
1980年代にはスタジアムの大規模な拡張工事や周辺地域に娯楽施設を充実させるなど地域一帯の都市開発を含めたプロジェクト案が当時のクラブ副会長によって提案されたが、サポーターや地元住民の合意を得られず廃案となった。
その後2006年からスタジアムの老朽化に伴う改築と拡張工事に着手し始め、ピッチを取り囲む4つのスタンドを1つずつ取り壊してそれぞれ新設する工事が進められた。この工事が2015-16シーズン開幕前に竣工し、同シーズンの開幕戦となったFCザンクトパウリ対アルミニア・ビーレフェルト戦で落成式が同時に開催され、満員となる29,546人の観客前で行われた試合は0-0のスコアレスドローに終わった。

## スタジアム名
FCザンクトパウリの会長であったヴィルヘルム・コッホ氏が1969年に死去すると、コッホの親族やサポーターの嘆願もあって翌年にヴィルヘルム・コッホ・シュタディオン (Wilhelm-Koch-Stadion)へと改名された。しかし、1998年にコッホがナチ党として有名な国民社会主義ドイツ労働者党の一員だったことが専門家の調査によって明るみになったため、同年にミラントア・シュタディオン (Millerntor-Stadion)へと改名された。ミラントアとはハンブルクにある旧市街の通用門の名称である。

## ギャラリー

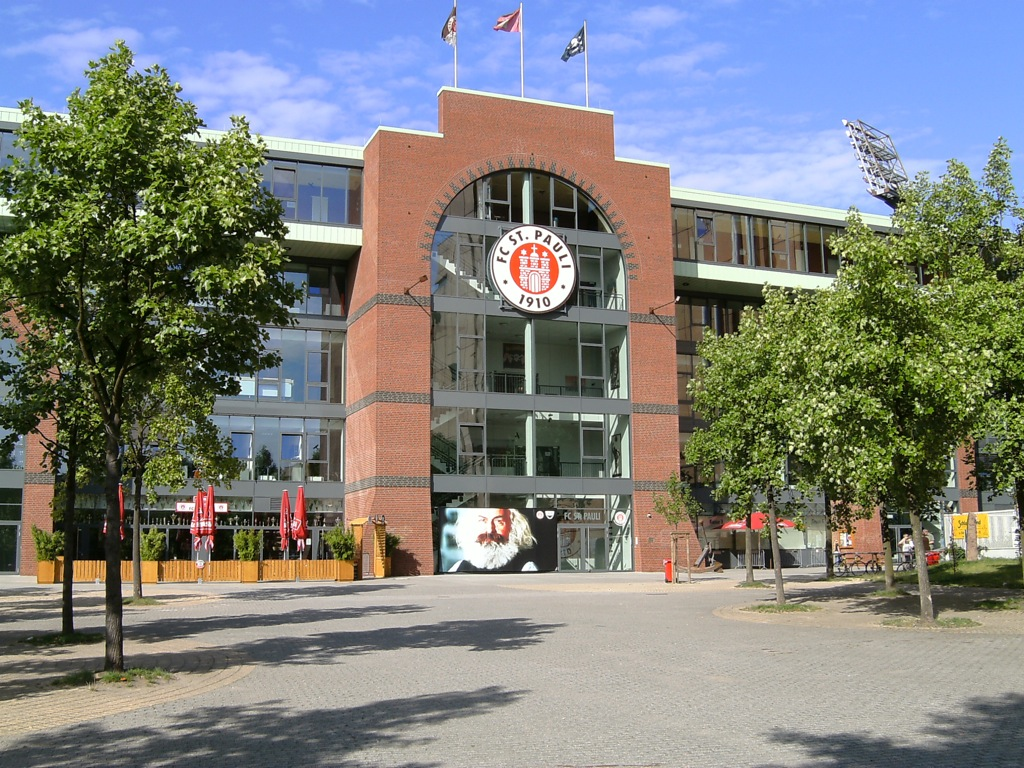
正面入口
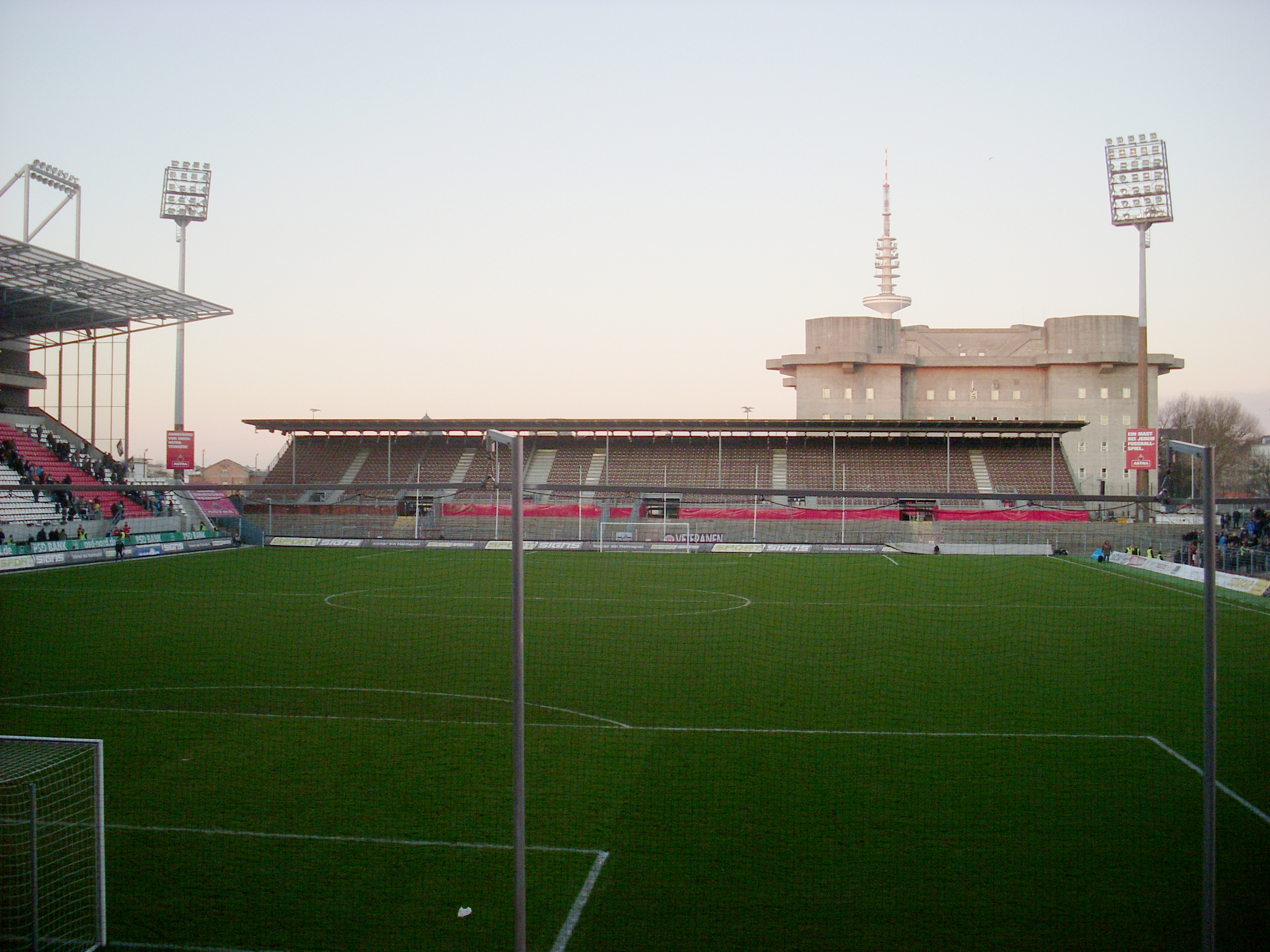
北スタンド
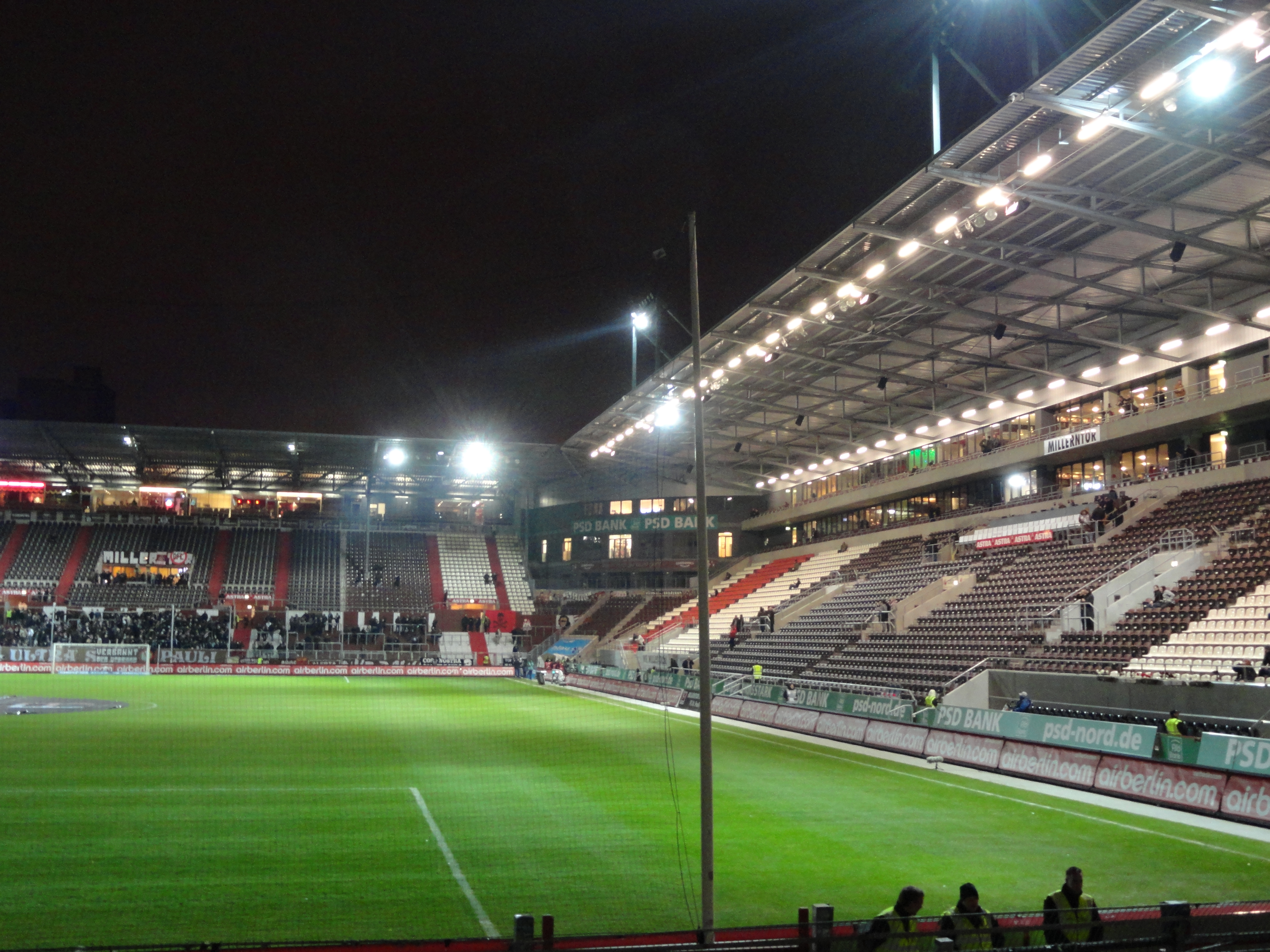
西スタンド
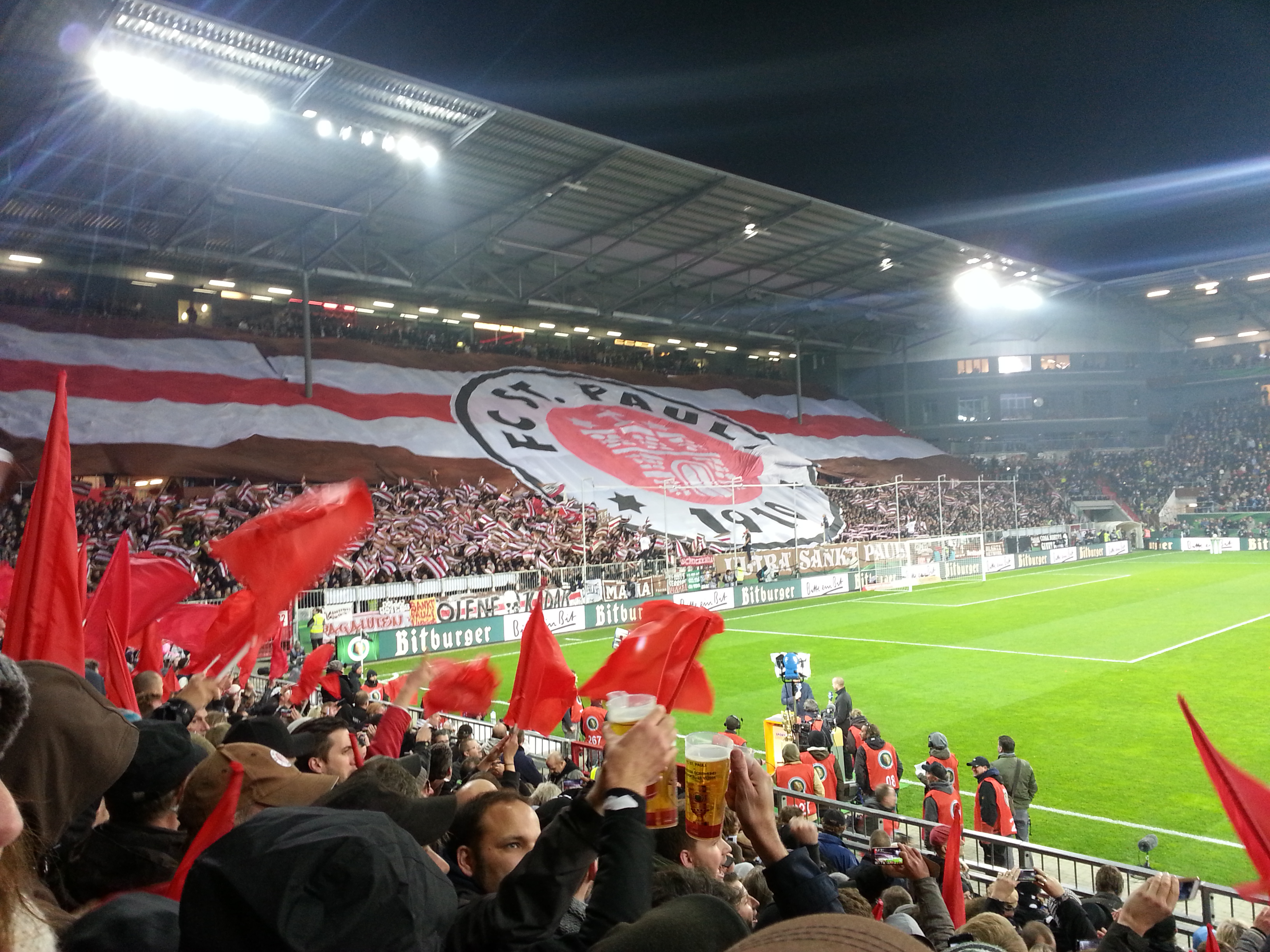
南スタンド
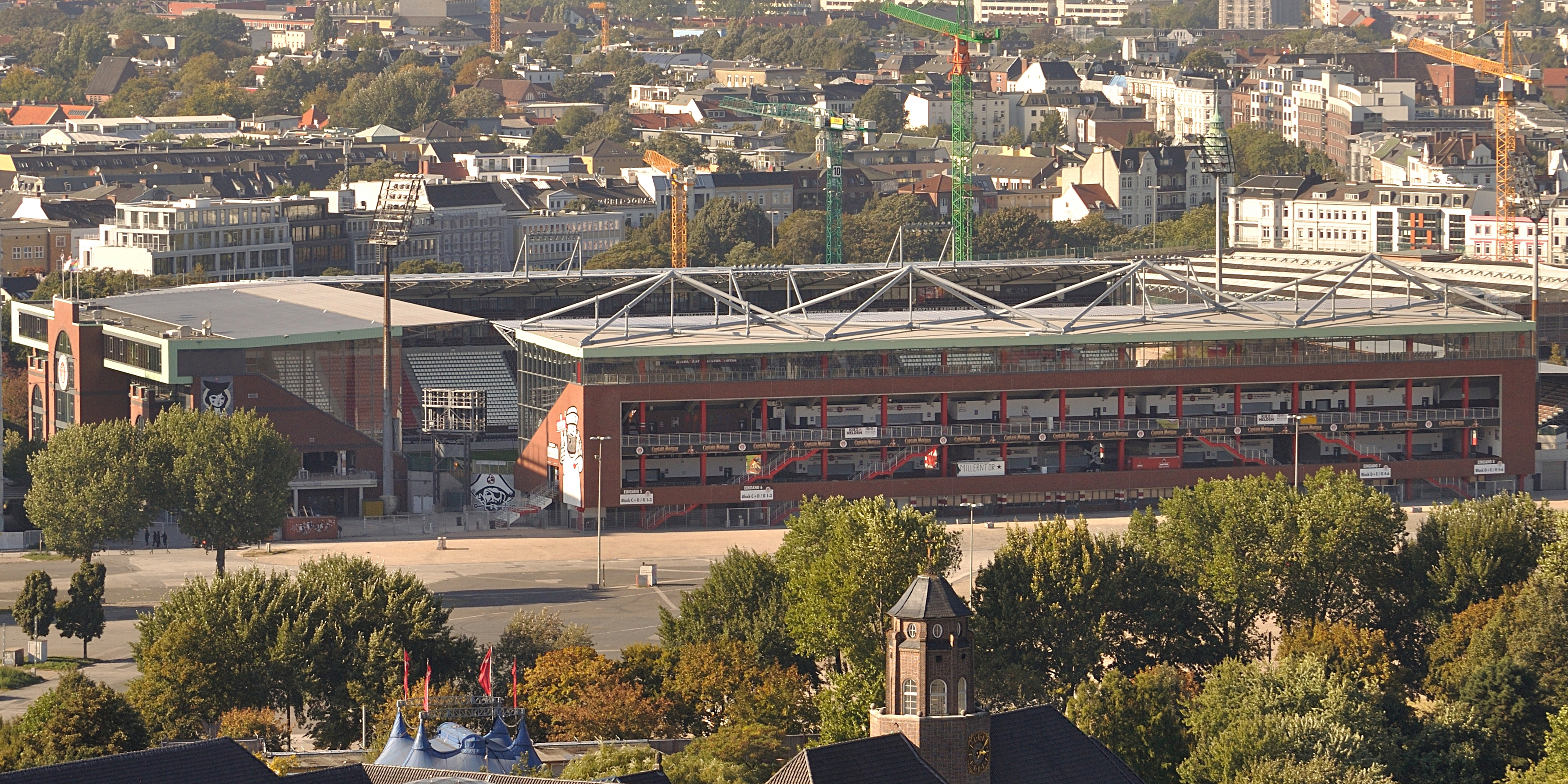
スタジアムの遠景